# Reason to Believe
Albums de Pennywise
The Fuse All or Nothing
Reason to Believe est le neuvième album studio du groupe américain Pennywise. C'est également le premier sur Myspace Records, le groupe quittant alors pour la première fois le label indé historique qui les avait accompagnés depuis leurs débuts, Epitaph Records.

## Composition du groupe
- Jim Lindberg : chant
- Fletcher Dragge : guitare
- Randy Bradbury : basse
- Byron McMackin : batterie

## Liste des chansons de l'album
1. (Intro) As Long As We Can - 3:09
2. One Reason - 2:55
3. Faith And Hope - 3:04
4. Something To Live For - 2:38
5. All We Need - 2:48
6. The Western World - 3:08
7. We'll Never Know - 2:42
8. Confusion - 3:01
9. Nothing To Lose - 2:57
10. It's Not Enough To Believe - 2:38
11. You Get The Life You Choose - 2:52
12. Affliction - 3:19
13. Brag, Exaggerate & Lie - 2:04
14. Die For You - 3:44
15. Next In Line - 3:09